# Plac Wenecki w Rzymie
Plac Wenecki (wł. Piazza Venezia) – plac, znajdujący się w Rzymie, w rione Campitelli, u podnóża Kapitolu, zabudowany w XV wieku przez Leone Battistę Albertiego.

## Budowle przy placu Weneckim
Pałac Wenecki (Palazzo Venezia) – pochodzi z tego samego okresu, został zbudowany przez tego samego architekta dla weneckiego duchownego – kardynała Barbo, późniejszego Pawła II. Ten renesansowy pałac do połowy XVI wieku pełnił rolę rezydencji papieskiej. Później znajdowała się w nim Ambasada Republiki Weneckiej (do 1797 roku) i ambasada Austro-Węgier. Po dojściu do władzy Benita Mussoliniego w pomieszczeniach pałacowych urządzono jego rezydencję. Podczas przemówień wygłaszanych z balkonu, plac gromadził mieszkańców Rzymu. Obecnie w pałacu mieści się muzeum z kolekcją zgromadzoną przez Pawła II. Na dziedzińcu pałacu umieszczona jest fontanna z przedstawieniem zaślubin Wenecji z morzem (doża rzucający pierścień).
Bazylika św. Marka – boczna elewacja pałacu Weneckiego łączy się z fasadą bazyliki San Marco. Kościół został zbudowany w IV wieku, przebudowany w IX wieku. Wtedy też połączono kościół i pałac, tak aby papież mógł udzielać błogosławieństwa z balkonu pałacu. Barokowe wnętrze kościoła podzielone jest na trzy nawy. Na kasetonowym stropie nadal widnieje herb Pawła II – biały lew ze złotą wstęgą. mozaiki w absydzie przedstawiające Chrystusa w otoczeniu świętych oraz Grzegorza IV z modelem przebudowanej świątyni wykonano w IX wieku.
Budynek towarzystwa ubezpieczeniowego – znajduje się po drugiej stronie placu i wzorowany jest na pałacu Weneckim. W środkowej części fasady zachowała się płaskorzeźba przedstawiająca lwa św. Marka. W prawym skrzydle tego budynku mieszkał pod koniec swego życia Michał Anioł, tam też zmarł w dniu 18 lutego 1564 roku.
Pałac Bonapartego – znajduje się na wprost pomnika Wiktora Emanuela II, był własnością Letycji Ramolino Bonaparte - matki Napoleona.
Pomnik Wiktora Emanuela II (zwany popularnie Vittoriano) – jest to duża dominująca nad placem Weneckim, wykonana z białego marmuru budowla, upamiętniająca króla Wiktora Emanuela II i jego rolę w procesie zjednoczenia Włoch. Pomnik powstał według projektu Giuseppe Sacconiego w latach 1885-1935. Centralna jego część mieści Grób nieznanego żołnierza, przy którym wartę pełnią żołnierze wszystkich rodzajów Włoskich Sił Zbrojnych. Monument jest udostępniony dla zwiedzających; posiada dwa tarasy widokowe. W jego wnętrzach mieści się Centralne Muzeum Zjednoczenia Włoch (wł. Museo Centrale del Risorgimento) mające w swych zbiorach różne pamiątki z okresu walk o zjednoczenie Włoch.